# Agathe Guillemot
Agathe Guillemot (Pont-l'Abbé, 11 luglio 1999) è una mezzofondista francese.

## Record nazionali
- 1500 m indoor: 4'04"64 ( Liévin, 10 febbraio 2024)
- Miglio indoor: 4'29"02 ( Ostrava, 30 gennaio 2024)

## Progressione

### 800 metri piani
| Stagione | Misura     | Luogo          | Data      | Rank. Mond. |
| -------- | ---------- | -------------- | --------- | ----------- |
| 2024     | 2'01"05    | Cergy-Pontoise | 12-5-2024 |             |
| 2023     | 2'02"96    | Talence        | 21-5-2023 |             |
| 2022     | 2'02"07    | Huizingen      | 23-7-2022 |             |
| 2021     | 2'08"82(i) | Miramas        | 22-1-2021 |             |
| 2020     | 2'10"46(i) | Liévin         | 1-3-2020  |             |
| 2019     | 2'09"77    | Dublino        | 23-6-2019 |             |
| 2018     | 2'08"92    | Oyonnax        | 23-6-2018 |             |
| 2017     | 2'13"67    | Vannes         | 14-5-2017 |             |
| 2016     | 2'16"19    | Guéret         | 19-6-2016 |             |
| 2015     | 2'18"10    | Albi           | 18-7-2015 |             |

### 1500 metri piani
| Stagione | Misura  | Luogo    | Data       | Rank. Mond. |
| -------- | ------- | -------- | ---------- | ----------- |
| 2024     | 3'58"05 | Parigi   | 7-7-2024   |             |
| 2023     | 4'03"26 | Monaco   | 21-7-2023  |             |
| 2022     | 4'12"43 | Halluin  | 29-6-2022  |             |
| 2019     | 4'45"45 | St-Renan | 20-10-2019 |             |

## Palmarès
| Anno | Manifestazione   | Sede      | Evento          | Risultato | Prestazione | Note        |
| ---- | ---------------- | --------- | --------------- | --------- | ----------- | ----------- |
| 2018 | Mondiali U20     | Tampere   | Eptathlon       | 21ª       | 5231 pt     |             |
| 2021 | Europei U23      | Tallinn   | 4x400 m         | Argento   | 3'34"41     | [ 1 ]       |
| 2023 | Mondiali         | Budapest  | 1500 m piani    | Batteria  | 4'06"18     | [ 2 ] [ 3 ] |
| 2024 | Mondiali indoor  | Glasgow   | 1500 m piani    | 7ª        | 4'04"04     | [ 4 ]       |
| 2024 | Europei          | Roma      | 1500 m piani    | Bronzo    | 4'05"69     |             |
| 2024 | Giochi olimpici  | Parigi    | 1500 m piani    | 9ª        | 3'59"08     |             |
| 2024 | Europei di cross | Antalya   | Staffetta mista | Argento   | 18'02"      |             |
| 2025 | Europei indoor   | Apeldoorn | 1500 m piani    | Oro       | 4'07"23     |             |

## Campionati nazionali
- 2 volte campionessa nazionale francese dei 1500 metri piani (2023, 2024)
- 1 volta campionessa nazionale francese indoor dei 1500 metri piani (2024)

2019
- 10ª ai campionati francesi indoor (Bordeaux), Pentathlon - 3704 pt.
- 7ª ai campionati francesi (Marsiglia), Eptathlon - 4911 pt.

2019
- 5ª ai campionati francesi indoor (Miramas), Pentathlon - 3949 pt.

2020
- 4ª ai campionati francesi indoor (Liévin), Pentathlon - 4040 pt.

2021
- 6ª ai campionati francesi (Angers), 400 metri hs - 58"60

2022
- Argento ai campionati francesi indoor (Miramas), 800 metri piani - 2'06"35
- 11ª ai campionati francesi indoor (Miramas), 800 metri piani - 4'30"58
- 16ª ai campionati francesi (Les Mureaux), corsa campestre - 16'44"
- 5ª ai campionati francesi (Caen), 1500 metri piani - 4'22"39

2023
- Bronzo ai campionati francesi indoor (Aubiére), 800 metri piani - 2'05"97
- 9ª ai campionati francesi (Carhaix), corsa campestre - 17'38"
- Oro ai campionati francesi (Albi), 1500 metri piani - 4'22"69

2024
- Oro ai campionati francesi indoor (Miramas), 1500 metri piani - 4'16"41
- Argento ai campionati francesi (Carmaux), corsa campestre - 17'36"
- Oro ai campionati francesi (Angers), 1500 metri piani - 4'07"00

## Altre competizioni internazionali
2016
- Bronzo alle Gymnasiadi ( Trebisonda), 400 m hs - 1'02"52

2019
- 23ª ai Coppa Europa di prove multiple, ( Luc'k), Eptathlon - 5175 pt

2023
- 8ª ai Campionati europei a squadre, ( Chorzów), 1500 metri piani - 4'13"71

2024
- 7ª all'Herculis ( Monaco), 2000 m piani - 5'32"63
- 8ª ai Meeting de Paris ( Parigi), 1500 m piani - 3'58"05

2025
- Oro ai Campionati europei a squadre di atletica leggera ( Madrid), 1500 m piani - 4'08"72